# Anna Johansen
Anna Johansen, född 20 december 1867 i Klagstorp, Skåne, död 26 december 1936 i Köpenhamn, Danmark, var en svensk-dansk fackföreningsperson och politiker. Hon var bland annat under många år ordförande i Fagforeningen for Herrekonfektion samt en av de första invalda ledamöterna av Københavns Borgerrepræsentation.

## Biografi
Johansen föddes 1867 i Klagstorp som dotter till gårdsägaren Hans Andersson och hans fru Dorthea Nilsson. 22 mars 1891 gifte hon sig med förbundssekreteraren Mads Peter Johansen, född i Skovlunde i Ballerups kommun i Danmark. De fick tillsammans två söner och en dotter, födda mellan 1886 och 1895.
Johansen flyttade från Sverige till Danmark 1883–1884. Hon kom först att arbeta som piga och därefter som sömmerska på ett herrskrädderi. Hon upplevde lönerna och arbetsvillkoren som dåliga, och började organisera sig fackligt. Detta engagemang förstärktes efter att hon gifte sig med sin fackligt aktiva man. Hon blev medlem i De kvindelige Herreskrædderes Fagforening (KHF), och blev 1899 invald i föreningens styrelse. 1899–1901 var hon dess vice ordförande. Tillsammans med ordföranden Andrea Brochmann blev hon 1899 även invald i Dansk Skrædderforbunds (DS) riksstyrelse.
Efter en lockout under tidigt 1900-tal minskade antalet medlemmar drastiskt i KHF. Johansen var drivande i det intensiva värvningsarbete som följde på detta, inte minst som agitationstalare. 1907 hade medlemstalet återhämtat sig, och Johansen efterträdde Brochmann som ordförande. Hon stannade på sin post till 1923. 1930 ställde hon återigen upp som kandidat till ordförandeposten, i konkurrens med sittande ordföranden Anna Jensen. Johansen blev vald, efter visst tumult. Under samma år beslutade KHF att låta uppta även manliga medlemmar, varpå föreningen ändrade sitt namn till "Fagforeningen for Herrekonfektion". Fram till sin död 1936 ledde Johansen denna förening i egenskap av ordförande.
Utöver sitt fackliga engagemang var Johansen en aktiv medlem i Socialdemokratiet, och i flera omgångar suppleant till partiets förbundsstyrelse. Efter att kvinnlig rösträtt införts till kommunala församlingar 1908 i Danmark blev Johansen, tillsammans med bland annat Henriette Crone, ordförande för De kvindelige Trykkeriarbejderes Fagforening, och Olivia Nielsen, invald som en av de första kvinnliga socialdemokratiska kommunpolitikerna i Danmark. I Københavns Borgerrepræsentation fick hon sedermera sällskap av Brochmann samt Helga Larsen och Alvilda Andersen (ordförande i Kvinnornas Arbetarförbund). Johansen satt kvar i Københavns Borgerrepræsentation fram till sin död. Hon satt bland annat i utskottet för sjukvård.